# Suzuki Bolan
Suzuki Bolan, также известный как Carry Dabba на пакистанском рынке — минивэн производства Pak Suzuki Motors, выпускавшийся с 1983 по 2024 год.

## Описание
В Пакистане Suzuki Bolan эксплуатируется под видом автомобиля скорой помощи и такси. В Абботтабаде, Хавелиане, Харипуре, Мансехре и в северных районах Пакистана автомобиль эксплуатируется в качестве такси. Прародитель Bolan — Carry ST90V.

## Технические характеристики
Suzuki Bolan оснащался трёхцилиндровым карбюраторным двигателем F8B объёмом 796 см3, мощностью 28 кВт (37 л. с.). Коробка передач — четырёхступенчатая механическая. Максимальная скорость — 120 км/ч. Автомобиль продавался в комплектациях Euro II, VX и VXR.

## Продажи
С 2007 по 2017 год было продано 199052 единицы Suzuki Bolan. Ценовой диапазон варьировался от 1075000 до 1134000 рупий. В 2018 году было продано 21738 единиц Euro II.

### Продажи по годам
| Дата        | Продано |
| ----------- | ------- |
| 1 июня 2007 | 10,451  |
| 1 июня 2008 | ▲15,566 |
| 1 июня 2009 | ▲17,209 |
| 1 июня 2010 | ▼8,664  |
| 1 июня 2011 | ▲11,439 |
| 1 июня 2012 | ▲13,311 |
| 1 июня 2013 | ▲22,540 |
| 1 июня 2014 | ▼12,941 |
| 1 июня 2015 | ▲14,088 |
| 1 июня 2016 | ▲23,582 |
| 1 июня 2017 | ▼19,245 |
| 1 июня 2018 | ▲21,738 |

## Suzuki Ravi
Suzuki Ravi — пикап на базе Suzuki Bolan. Вместимость составляет 2 человека, длина — 3,23 м, ширина — 1,39 м, высота — 1,7 м, грузоподъёмность — 600 кг.
Автомобиль оснащён трёхцилиндровым карбюраторным двигателем F8B объёмом 796 см3, мощностью 27,5 кВт (37 л. с.) при 5000 об/мин. Коробка передач — четырёхступенчатая механическая.
Максимальная скорость — 120 км/ч.